# Il figlio adottivo
Il figlio adottivo (Nobody's Kid) è un film muto del 1921 diretto da Howard C. Hickman. Prodotto e distribuito dalla Robertson-Cole Pictures, aveva come interpreti Mae Marsh, Kathleen Kirkham, Anne Schaefer, Maxine Elliott Hicks, John Steppling e Paul Willis.
La sceneggiatura di Catherine Carr si basa su Mary Cary, Frequently Martha, romanzo di Kate Langley Bosher pubblicato a New York nel 1910.

## Trama

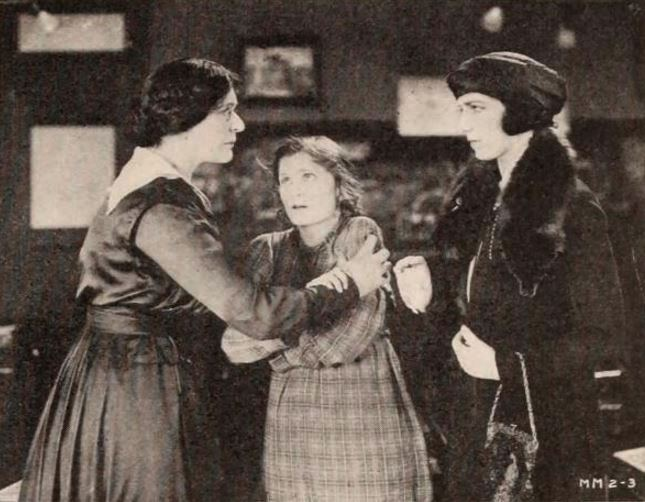
Anne Schaefer, Mae Marsh e Kathleen Kirkham

Rimasta orfana dopo la morte dei genitori, Mary Cary non viene riconosciuta dal nonno, a causa della ostilità che l'uomo aveva dimostrato per il matrimonio del figlio con una donna di ceto sociale inferiore. Finita in orfanotrofio, Mary è oggetto di maltrattamenti e umiliazioni. Scopre che il nonno è un noto giudice e che suo padre era un aristocratico britannico. Dopo essere riuscita ad inviare una lettera a uno zio, viene alla fine salvata da quel posto terribile.

## Produzione
Il film fu prodotto dalla Robertson-Cole Pictures Corporation. Il 10 aprile 1920, la rivista Camera riportava che R. B. Kidd aveva in lavorazione il film ai Brunton Studios di Hollywood un film che doveva chiamarsi Mary Cary. La pellicola uscì poi un anno più tardi con il titolo Nobody's Kid.

## Distribuzione
Il copyright del film, richiesto dalla Robertson-Cole Pictures, fu registrato il 17 aprile 1921 con il numero LP16463.
Distribuito dalla Robertson-Cole Distributing Corporation, uscì nelle sale cinematografiche statunitensi il 17 aprile 1921 con il titolo originale Nobody's Kid. Il 24 luglio 1925, fu distribuito in Portogallo come A Enjeitada. In Italia, dove fu distribuito dalla Vitagraph con il titolo Il figlio adottivo, il film ottenne il visto di censura numero 18417, rilasciato il 23 giugno 1923.
Copia della pellicola viene conservata negli archivi della Library of Congress di Washington. Il film, dal punto di vista narrativo, è completo, ma ne è stata fatta una versione abbreviata.